# Comunismo científico
O comunismo científico é uma das três partes principais do marxismo-leninismo, juntamente com a filosofia marxista-leninista e a economia política, que fornece a justificativa sociopolítica mais direta e imediata para a missão histórica da classe trabalhadora, as condições e os caminhos para sua implementação; a ciência das leis sociopolíticas gerais, formas e métodos da transformação comunista da sociedade.
Ao contrário do materialismo dialético e histórico, o comunismo científico não estuda leis sociológicas gerais que operam em todas ou muitas formações socioeconômicas, mas leis especiais e específicas da formação comunista, seu surgimento, formação e desenvolvimento. Em contraste com a economia política, o comunismo científico se concentra não nas relações econômicas, mas nas relações sociopolíticas do socialismo e do comunismo e nas leis de seu desenvolvimento.
A principal questão do comunismo científico é a questão da missão histórica da classe trabalhadora. O comunismo científico não deve ser confundido com o socialismo científico. Na URSS, o comunismo científico era considerado uma ciência de pleno direito, que provava razoavelmente a inevitabilidade da morte do capitalismo e a vitória da forma comunista de organização da sociedade, e a natureza objetiva do movimento histórico em direção ao comunismo.

Em 1963, o tema "Comunismo Científico" foi introduzido nas universidades da URSS. No final da década de 1980, sob a influência da perestroika, o ensino dessa disciplina foi descontinuado. Os departamentos de comunismo científico foram redefinidos para ensinar a "ciência política " introduzida nos programas dos institutos, e assim o quadro de professores foi salvo de demissões. Nesta ocasião, o prof. I. A. Gobozov lembra:
Cerca de 10 anos atrás, um professor canadense veio e me pediu para contar sobre a história da Faculdade de Filosofia da Universidade Estadual de Moscou.
Gobozov: Até 1991, tínhamos 2 departamentos: o departamento de filosofia e o departamento de comunismo científico. Depois de 1991, o ramo do comunismo científico foi fechado.
K.P.: Para onde foram os professores?

Gobozov: Eles agora estão ensinando ciência política.
O comunismo científico foi ensinado na URSS como uma disciplina científica em instituições de ensino superior, juntamente com o ensino de disciplinas como filosofia marxista-leninista (composta por duas seções - materialismo dialético (diamat) e materialismo histórico (istmat) ), história do Partido Comunista da União Soviética, economia política (a última matéria reproduzia basicamente o conteúdo de "O Capital", de Karl Marx). A teoria do comunismo científico foi considerada como um dos três componentes do marxismo-leninismo, revelando "os padrões gerais, modos e formas da luta de classes, proletariado, revolução socialista, construção do socialismo e do comunismo”.
Especializações individuais e subseções da disciplina "comunismo científico" incluíam a teoria da educação comunista, a teoria e prática do processo revolucionário mundial, a teoria e a história do Movimento Comunista Internacional, a história das doutrinas socialistas, a teoria do processo ideológico, a gestão comunista da sociedade, o ateísmo científico e outros. Candidatos e teses de doutorado na especialidade "comunismo científico" desenvolveram os problemas do modo de vida socialista, a teoria da democracia socialista, as características das relações nacionais sob o socialismo e o capitalismo, o confronto ideológico dos sistemas sociais mundiais, os estágios de transição de o estado da ditadura do proletariado ao estado do tipo popular, a teoria da civilização socialista, princípios que constroem um estado e uma sociedade de socialismo desenvolvido, questões de construção de partidos, e assim por diante.
Segundo o historiador britânico John Grenville, na URSS era proibido questionar os postulados do comunismo científico.

## Literatura (em russo)
- Afanasiev V.G. Man. Sobre a gestão da sociedade. Moscou: Politizdat , 1977.
- Bagramov E. A. A questão nacional na luta das ideias. Moscou: Politizdat, 1982.
- Dzhandildin, N. D. Unidade do internacional e do nacional na psicologia do povo soviético. Alma-Ata: Cazaquistão , 1989.
- Kovalev A. M. Socialismo e as leis do desenvolvimento social. - M.: Editora da Universidade Estadual de Moscou , 1982.
- Kovalev A. M. Comunismo Científico // Dicionário Enciclopédico Filosófico / Cap. editores: L. F. Ilyichev , P. N. Fedoseev , S. M. Kovalev , V. G. Panov. - M .: Enciclopédia Soviética , 1983. - S. 411-413. — 840 p. — 150.000 cópias.
- Kovalev, S. M. Sobre o homem, sua escravização e libertação. Moscou: Politizdat, 1970.
- Kosolapov R. I. Socialismo: Sobre as questões da teoria. M.:Pensamento , 1975.
- Krasin A. N. Problemas sociais e filosóficos da formação do tipo comunista de personalidade. Moscou: Escola Superior , 1981.
- Conceito marxista-leninista dos problemas globais do nosso tempo / Ed. ed. V. V. Zagladin , I. T. Frolov M.: Nauka , 1985.
- Mikhalchenko N. I. A ideologia comunista e a atividade das massas. K.: Naukova Dumka , 1976.
- Momdzhyan Kh. N. Problemas do progresso social na luta ideológica moderna. M.: Pensamento, 1980.
- Mchedlov MP Socialismo - a formação de um novo tipo de civilização. Moscou: Politizdat, 1980.
- Rutkevich MN Formação de homogeneidade social. Moscou: Politizdat, 1982.
- Stepanyan Ts. A. Dialética da formação da formação comunista: problemas teóricos e metodológicos. Moscou: Nauka, 1985.
- Toshchenko Zh. T. Relações ideológicas. Experiência de análise sociológica M.: Pensamento, 1988.
- Fedoseev P. N., Afanasiev, V. G. Scientific Communism: A Textbook for High Schools. Moscou: Politizdat, 1985.
- Comunismo Científico // Comunismo Científico: Dicionário / Alexandrov V. V., Amvrosov A. A., Anufriev E. A. e outros; Ed. A. M. Rumyantseva . — 4ª ed., add. - M.: Politizdat, 1983. - 352 p.